# Rowdy Gaines
Rowdy Gaines (Estados Unidos, 17 de febrero de 1959) es un nadador estadounidense retirado especializado en pruebas de estilo libre, donde consiguió ser campeón olímpico en 1984 en los 100 metros.

## Carrera deportiva
En los Juegos Olímpicos de Los Ángeles 1984 ganó la medalla de oro en los 100 metros libre, con un tiempo de 49.80 segundos, por delante del australiano Mark Stockwell y del sueco Per Johansson; asimismo ganó otras dos medallas de oro: en relevos 4 x 100 metros libre —por delante de Australia y Suecia— y en relevos 4 x 100 metros estilos, por delante de Canadá y Australia (bronce).